# 热尔米涅
热尔米涅（法語：Germigney，法語發音：[ʒɛʁmiɲɛ]）是法国上索恩省的一个市镇，属于沃苏勒区。

## 地理
热尔米涅（47°22'37"N, 5°32'56"E）面积15.1 平方千米，位于法国勃艮第-弗朗什-孔泰大區上索恩省，该省份为法国东部内陆省份，北起顺时针与孚日省、贝尔福地区省、杜省、汝拉省、科多尔省和上马恩省接壤。
与热尔米涅接壤的市镇（或旧市镇、城区）包括：阿普勒蒙、索恩河畔厄耶、塔尔迈、布鲁瓦-欧比涅-蒙瑟尼、勒特朗布卢瓦、瓦当。
热尔米涅的时区为UTC+01:00、UTC+02:00（夏令时）。

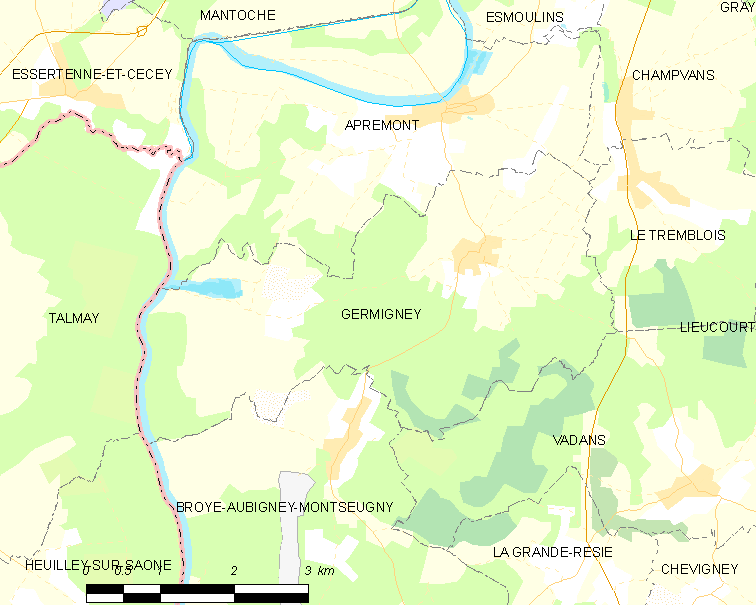
热尔米涅的OSM定位图

## 行政
热尔米涅的邮政编码为70100，INSEE市镇编码为70265。

## 政治
热尔米涅所属的省级选区为格雷县。

## 人口

1962-2008年间热尔米涅人口变化图示

热尔米涅于2022年1月1日时的人口数量为140人。